# Basaltwoord
Een basaltwoord is een woord dat, vaak bij wijze van toeval, andere woorden in zich herbergt die onderling tegenstrijdig zijn. De naam is ontleend aan de woorden bas (lage mannelijke zangstem) en alt (lage vrouwelijke zangstem). De term kwam voor het eerst voor in Battus' Opperlandse taal- & letterkunde.

## Voorbeelden
- Bah-rein
- berg-vlakte
- beweeg-lijk
- bitter-zoet
- boos-aardig
- boven-laag
- droef-geestig
- duf-fel
- eik-els
- flauw-hartig
- gister-morgen
- grond-water
- hard-vochtig
- her-der
- hier-heen
- hoe-zo
- ho-ren
- hout-staal
- huur-koop
- ieder-een
- In-uit
- kapot-maken
- klap-zoen
- koper-dief
- kruis-punt
- kwaad-aardig
- leer-stof
- lig-stand
- loop-fiets
- me-ander
- mense-lijk
- morgen-avond
- naar-geestig
- nog-al
- onder-op
- op-vallend
- oud-heden
- plus-minus
- ramp-zalig
- recht-hoek
- sta-ren
- stil-leven
- terug-weg
- trap-lift
- vliegen-vallen
- vol-ledig
- vol-op
- vraag-stelling
- vuur-water
- water-ijs
- weg-blijven
- wel-nee
- werk-lui
- Zee-land
- zee-meer-min[2]
- zoet-zuur
- zout-zuur